# 穴山彦九郎
穴山 彦九郎（あなやま ひこくろう、天文16年（1547年） - 永禄2年（1559年））は、戦国時代の人物。穴山信君の弟。

## 略歴
穴山信友の子。南部町中野村慈眼寺の位牌によれば、永禄2年6月4日に13歳で死去したとあるが、高野山成慶院所蔵「武田家過去帳」によると、没年は永禄2年3月29日とある。墓所は廃寺となった香積寺跡（山梨県南部町中野）に残る。